# Oxalis loricata
Oxalis loricata är en harsyreväxtart som beskrevs av Dusen. Oxalis loricata ingår i släktet oxalisar, och familjen harsyreväxter. Inga underarter finns listade i Catalogue of Life.